# Diego Peces
Diego Peces (n. 4 de abril de 1998, Toledo) es un actor español, conocido principalmente por su papel de Germán Baquero en Centro Médico, y por su participación en la serie de televisión Acacias 38, ambas de TVE.

## Biografía
Diego Peces mostró un temprano interés por la interpretación, tomando parte en diversas representaciones teatrales y cursando además múltiples cursos de interpretación. Llegó a la Televisión con Acacias 38, en 2015; una producción de BoomerangTV para TVE, donde compartió reparto con Roger Berruezo.
Pocos meses después firmó para formar parte de la nueva serie para TVE Centro Médico, donde interpreta a un joven adolescente con autismo. Recibió numerosas críticas positivas por la interpretación. Al cabo de pocos meses es nuevamente llamado para grabar la 2ª Temporada.
Diego Peces cursó interpretación en la escuela de Juan Carlos Corazza. Además, ha realizado seminarios interpretativos con Carlos Sedes y Esteban Roel.

## Filmografía

### Televisión
- Acacias 38, (2015)
- Centro Médico, (2015-2016)

### Cortometrajes
- Marionetas.

### Teatro
- Un marido de ida y vuelta.
- Ministriles Renaissance Group.
- The Robbery.